# Риджвей (Колорадо)
Риджвей (англ. Ridgway) — місто (англ. town) в США, в окрузі Урей штату Колорадо. Населення — 1183 особи (2020).

## Географія
Риджвей розташований за координатами 38°9′33″ пн. ш. 107°45′11″ зх. д. / 38.15917° пн. ш. 107.75306° зх. д. (38.159128, -107.753111).  За даними Бюро перепису населення США в 2010 році місто мало площу 6,05 км², уся площа — суходіл. В 2017 році площа становила 4,79 км², уся площа — суходіл.

### Клімат
| Клімат : Риджвей                         | Клімат : Риджвей | Клімат : Риджвей | Клімат : Риджвей | Клімат : Риджвей | Клімат : Риджвей | Клімат : Риджвей | Клімат : Риджвей | Клімат : Риджвей | Клімат : Риджвей | Клімат : Риджвей | Клімат : Риджвей | Клімат : Риджвей | Клімат : Риджвей |
| Показник                                 | Січ.             | Лют.             | Бер.             | Квіт.            | Трав.            | Черв.            | Лип.             | Серп.            | Вер.             | Жовт.            | Лист.            | Груд.            | Рік              |
| Середній максимум, °C                    | 4,2              | 6,1              | 10,1             | 14,1             | 19,9             | 25,6             | 28,3             | 26,9             | 23,2             | 16,7             | 9,2              | 3,8              | 15,7             |
| Середній мінімум, °C                     | −15              | −11,5            | −7,1             | −3,3             | 0,6              | 3,6              | 7,3              | 6,7              | 2,0              | −3,8             | −8,7             | −14,2            | −3,6             |
| Норма опадів, мм                         | 22               | 22               | 38               | 39               | 39               | 26               | 51               | 55               | 45               | 40               | 35               | 24               | 436              |
| ---------------------------------------- | ---------------- | ---------------- | ---------------- | ---------------- | ---------------- | ---------------- | ---------------- | ---------------- | ---------------- | ---------------- | ---------------- | ---------------- | ---------------- |
| Джерело: Western Regional Climate Center |                  |                  |                  |                  |                  |                  |                  |                  |                  |                  |                  |                  |                  |

## Демографія
Згідно з переписом 2010 року, у місті мешкали 924 особи в 404 домогосподарствах у складі 256 родин. Густота населення становила 153 особи/км².  Було 511 помешкання (84/км²).
Расовий склад населення:
| - 95,5 % — білих - 0,8 % — азіатів - 0,6 % — корінних американців - 0,4 % — вихідців з тихоокеанських островів - 0,1 % — чорних або афроамериканців |

До двох чи більше рас належало 1,8 %. Частка іспаномовних становила 5,0 % від усіх жителів.
За віковим діапазоном населення розподілялося таким чином: 23,3 % — особи молодші 18 років, 65,7 % — особи у віці 18—64 років, 11,0 % — особи у віці 65 років та старші. Медіана віку мешканця становила 43,7 року. На 100 осіб жіночої статі у місті припадало 94,5 чоловіків;  на 100 жінок у віці від 18 років та старших — 93,7 чоловіків також старших 18 років.
Середній дохід на одне домашнє господарство  становив 63 212 долари США (медіана — 51 442), а середній дохід на одну сім'ю — 83 529 доларів (медіана — 63 889). Медіана доходів становила 50 074 долари для чоловіків та 37 450 доларів для жінок. За межею бідності перебувало 9,4 % осіб, у тому числі 0,0 % дітей у віці до 18 років та 19,4 % осіб у віці 65 років та старших.
Цивільне працевлаштоване населення становило 458 осіб. Основні галузі зайнятості: мистецтво, розваги та відпочинок — 25,8 %, науковці, спеціалісти, менеджери — 16,8 %, освіта, охорона здоров'я та соціальна допомога — 12,7 %, будівництво — 9,8 %.